# Počitelj (Čapljina)
Počitelj è un villaggio della Bosnia ed Erzegovina, nel Cantone di Erzegovina-Narenta.
Nel 1991 aveva una popolazione di 905 abitanti suddivisi tra:
- Bosniaci - 660 (72,92%)
- Croati - 172 (19,00%)
- Serbi - 20 (2,20%)
- Jugoslavi - 36 (3,97%)
- altri - 17 (1,91)

Il pittore italiano Vittorio Miele, che ha vissuto un periodo nel piccolo villaggio, ha dedicato a Počitelj una serie di pastelli.